# Никола (Калининский район)
Нико́ла — деревня в Калининском районе Тверской области. Относится к Михайловскому сельскому поселению.
Расположена в 16 км к северу от Твери, на реке Ведемья. Рядом село Михайловское.

## История
Известна с XVI века как погост. В «Статистических таблицах монастырских земель», которые были составлены в годы правления царя Ивана IV Грозного, есть запись: Волостка Видемля. Великому князю принадлежит: погост Николабезверховье на реке Видемля и две деревни. Волостка (маленькая волость) — княжеский удел или округ сел и деревень во владении одного лица. Погост — первоначально сельская община и центр этой общины. В погосте обычно была церковь, церковные постройки и кладбище. Погост Никола Безверховье является первым населенным пунктом в этой местности, отмеченным в старинных документах.